# Giulio Bolaffi
Giulio Bolaffi (Torino, 7 marzo 1902 – Torino, 28 ottobre 1987) è stato un partigiano e filatelista italiano.

Giulio Bolaffi (a sinistra) insieme al padre nel francobollo emesso nel 1991 per la 6ª giornata della filatelia

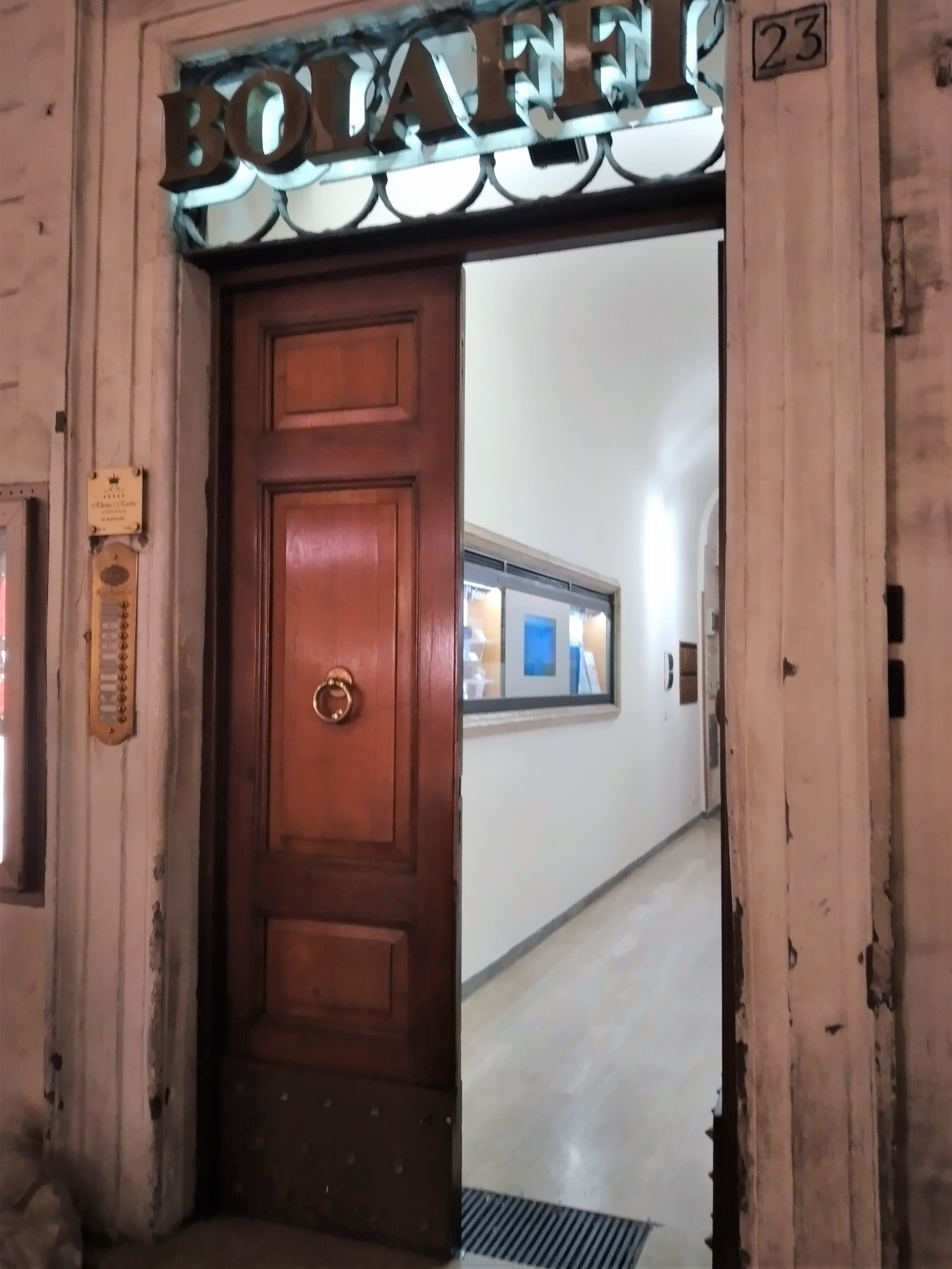
Sede della Bolaffi a Roma

Fu comandante della 4ª divisione alpina GL Stellina, operante in Val di Susa e, nel dopoguerra, presidente dell'omonima società torinese di collezionismo.

## Biografia
Nato nel capoluogo piemontese da Alberto e Vittoria Foa, cominciò ad aiutare il padre, fondatore dell'azienda, affrontando nel frattempo gli studi classici al liceo "Massimo d'Azeglio" di Torino e la laurea in Giurisprudenza, conseguita a ventidue anni.
Nel 1933 sposò Palmina Seghesio con cui ebbe due figli, Stella (nel 1934) e Alberto (nel 1936).
A seguito degli eventi che colpirono i cittadini italiani e stranieri di religione ebraica con la promulgazione delle cosiddette leggi razziali, i fratelli Roberto e Dante emigrarono; Giulio, invece, rimase in Italia, divenendo, dopo l'8 settembre, partigiano nelle valli di Lanzo, con il nome di battaglia di "Boni" (secondo altri avrebbe invece scelto il nome di "Monti", ma di ciò non si trova traccia nei suoi diari partigiani). In seguito il Comitato di Liberazione Nazionale gli assegnò l'alta Valle di Susa e il suo nome divenne "Aldo Laghi"; a capo della Divisione "Stellina", combatté in Val di Susa fino al 26 giugno 1945. Pur rifiutando per sé e per la formazione partigiana da lui comandata ogni caratterizzazione politica (e ciò non sarà senza conseguenze e gli creerà incomprensioni e difficoltà), aderì alle Formazioni di Giustizia e Libertà, ma sottolineando che si trattava di un'adesione "a carattere tipicamente militare non ... vincolata ad alcun programma di partito".
Alla fine della guerra, tornato a casa, motivato anche dal desiderio di dar lavoro ai suoi ex-compagni di Resistenza,  Bolaffi avviò un'attività editoriale pubblicando il primo settimanale di informazione del dopoguerra, La settimana nel mondo. La rubrica filatelica, pubblicata regolarmente da questo periodico, rappresentò il nucleo della successiva "Settimana filatelica", precorritrice del mensile "Il Collezionista", e dei cataloghi filatelici che sostituirono i vecchi prezziari di vendita della Bolaffi.

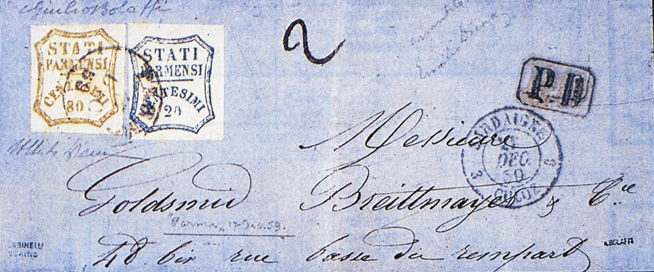
La busta affrancata con l'80 centesimi del Governo Provvisorio di Parma acquistata da Bolaffi e ora conservata presso il Museo Bolaffi della Filografia e Comunicazione

Nel 1946 Bolaffi aveva riavviato a Torino l'attività filatelica con l'apertura di un negozio. Da allora l'azienda continuò a crescere e, una quindicina d'anni più tardi, inaugurò un'altra filiale a Torino e poi quelle di Milano e Roma.
Negli anni Sessanta, assecondando l'attività editorial-collezionistica del figlio Alberto, che dalla metà degli anni Cinquanta aveva iniziato ad affiancarlo nell'attività professionale, Bolaffi ideò numerose edizioni: il catalogo d'arte moderna nel 1962, pubblicazioni nei settori dell'antiquariato, del tempo libero, dei vini, dei viaggi, fra i quali "Bolaffi arte" e "Weekend".
In filatelia sviluppò in chiave moderna i criteri di catalogazione e quotazione dei francobolli introducendo parametri che ne consideravano lo stato di conservazione dal punto di vista della qualità.
Intuì inoltre che il francobollo, attraverso la sua "partecipazione" alle grandi imprese dell'uomo, era una testimonianza dei grandi eventi del proprio tempo; fu quindi il primo a valorizzare, ad esempio, i documenti postali che narravano la conquista del cielo.
Acquistò buste e francobolli ad aste in tutto il mondo. Uno fra tutti, la busta affrancata con l'80 centesimi del Governo Provvisorio di Parma.
Negli ultimi anni di vita, Bolaffi lasciò progressivamente l'azienda continuando però a frequentarne gli uffici per studiare le sue collezioni o trattare con clienti. Nel 1981 appose la propria firma sul Roll of Distinguished Philatelists, riconoscimento filatelico mondiale.
Bolaffi morì il 28 ottobre del 1987. La sua passione filatelica è stata raccolta dal figlio Alberto e dal nipote Giulio Filippo.